# کانارا (کومونه)
کانارا (به ایتالیایی: Cannara) یک کومونه در ایتالیا است که در استان پروجا واقع شده‌است. کانارا ۳۲ کیلومتر مربع مساحت و ۳٬۸۸۰ نفر جمعیت دارد و ۱۹۷ متر بالاتر از سطح دریا واقع شده‌است.